# George Darwin
George Howard Darwin (Downe (Kent, jelenleg Nagy-London), 1845. július 9. – Cambridge, 1912. december 7.) angol természettudós (csillagász, fizikus, matematikus), tudománytörténész, Charles Darwin fia.

## Élete
A Cambridge-i Egyetemen végzett, és ott is maradt dolgozni. Ahogy nőtt tudományos tekintélye, úgy emelkedett a ranglétrán.

## Munkássága
Alapvetően az érdekelte, hogyan lehet a matematika eredményeit, módszereit alkalmazni a fizikában és a csillagászatban, főképp az égi mechanikában. Az MTA 1908-ban külső tagjává választotta.

## Az árapály
1879-től foglalkoztatta az árapályerők kialakulása és hatásmechanizmusa; meg tudta adni ezek matematikai leírását, modelljét. Kimutatta, hogy a Föld–Hold rendszerben a Föld folyamatosan impulzust ad át a Holdnak, aminek eredményeként a Föld forgása lassul, a Hold pedig lassacskán távolodik a Földtől.

## Kozmogónia
A Föld–Hold rendszer keletkezését teljesen egyedi módon magyarázta: úgy vélte, hogy a még folyékony Föld gyors forgása miatt súlyzó alakot vett fel, majd kettéhasadt, és a kisebbik részből lett a Hold. Bár kozmogóniai elképzelései téveseknek bizonyultak, jelentősen hozzájárultak a bolygók keletkezéséről vallott elképzeléseink fejlődéséhez.

## Összegyűjtött művei
- Scientific papers of George Howard Darwin (1907–1916)